# Франсуа Пурфур дю Пті
Франсуа́ Пурфу́р дю Пті (фр. François Pourfour du Petit; 24 червня 1664, Париж — 18 червня 1741, Париж) — французький анатом, офтальмолог, хірург. Навчався медицині у Монпельє, працював хірургом у Парижі. З 1722 року — член Французької академії наук. Першим довів наявність перехрестя нервових волокон у головному та спинному мозку. Вивчав анатомію і хірургію органа зору, описав будову кришталика у людини і тварин. Його ім'ям назвали щілини між волокнами війкового пояска кришталика — пояскові простори (канал Пті).